# Дорот

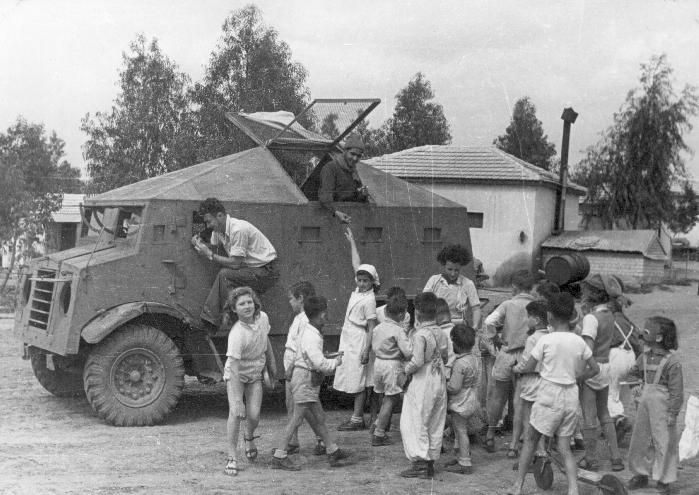
Дети Дорот возле бронемашины типа «бабочка». Детей эвакуировали из кибуца на этих броневиках перед ожидаемым нападением Египта во время Войны за независимость в 1948 году.

Дорот (ивр. דורות‎) — израильский кибуц в западной части Северного Негева, недалеко от города Сдерот, в границах областного совета Шаар-ха-Негев, рядом с дорогой 334, ведущей из Сдерота в сторону Бейт-Камы. Дорот — первый кибуц в Негеве; основан в 1941 году.

## История
Поселение основано на Хануку в 1941 году на земле, купленной у жителей близлежащей деревни Ходж иммигрантами из Германии, к которым присоединились группы из Израиля, Латвии и Чехии. Название представляет собой инициалы трех членов семьи Хоз (Дов, Ребекка и Тирца), погибших в конце 1940 года в автокатастрофе на старой дороге Тель-Авив-Хайфа недалеко от поселения Нордия в Шароне. Дов Хоз был одним из видных лидеров рабочего движения, а также активно участвовал в Гистадруте. В 1942 году был пробурен колодец, из Хадеры приехали дети; в кибуц привезли отару овец и перенесли столярную мастерскую из Хадеры.
По данным обследования деревни 1945 года, население Дорота оценивалось в 230 жителей. Территория кибуца занимала 4236 дунамов. В том же году американская «Хадасса» пожертвовала 1250 фунтов на создание совместной клиники с соседней деревней Ходж. В 1946 году кооператив «Южная Иудея» открыл автобусную линию из Тель-Авива в кибуц и соседние кибуцы, Нир-Ам и Рохама. В том же году в кибуце открылся бассейн — первый в Негеве. Члены кибуца участвовали в операции 11 точек в конце 1946 года. С началом Войны за независимость эскадрилья Негев располагалась недалеко от кибуца, и кибуц страдал от ежедневных бомбардировок египетских ВВС. Сначала дети кибуца Беэрот-Ицхак были эвакуированы в Дорот, а в ночь на 23 мая дети из Дорот и других поселений были эвакуированы на север, в Гиват-Алию в Яффо.
На момент основания поселение принадлежало объединённому кибуцу, а затем — союзу кибуцев, союзу групп и кибуцев, ТАКАМу и кибуцному движению. В 1956 году поселок был подключен к национальной электросети.

## Население и занятость
Кроме членов кибуца, в нём также проживают около 80 фермерских детей, около 60 студентов и других жителей, которые снимают жилье в кибуце.
В кибуце находится филиал мехина Лахиш.
Кибуц поддерживается промышленностью, сельским хозяйством и туризмом. Среди сельскохозяйственных культур можно встретить морковь, чеснок, картофель, пшеницу, плантации пекана, цитрусовые и молочные продукты. В кибуце есть два завода: завод по производству кузовов для промышленности и сельского хозяйства и завод по производству чесночных изделий.
По данным Центрального статистического бюро Израиля, население на начало 2020 года составляло 843 человека.